# Aplocera palumbata
Aplocera palumbata là một loài bướm đêm trong họ Geometridae.